# Dolomiti di Brenta
Le Dolomiti (o gruppo) di Brenta sono una sottosezione delle Alpi Retiche meridionali, in provincia autonoma di Trento, l'unico gruppo dolomitico che si erge a occidente del fiume Adige.

## Caratteristiche

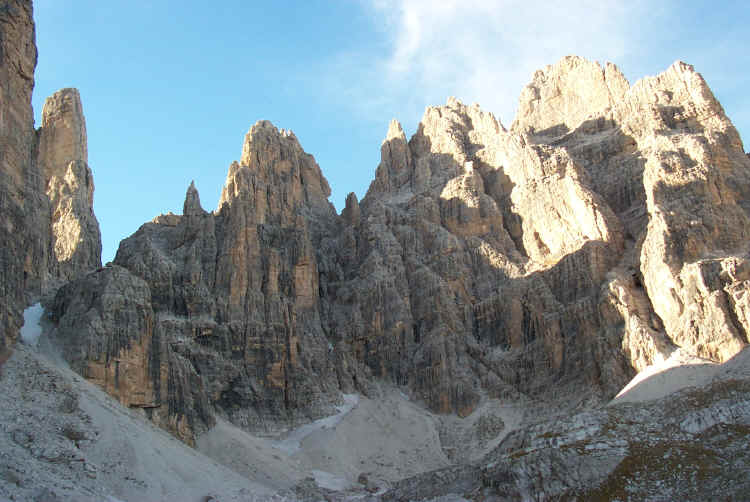
Il Campanile Basso e la Catena degli Sfulmini

Da più di un secolo sono diventate una meta per alpinisti ed escursionisti che giungono da tutto il mondo, offre una straordinaria varietà di ascensioni, percorsi attrezzati e sentieri, oltre a decine di rifugi e bivacchi in quota.
Il gruppo si estende per circa 40 chilometri in direzione nord – sud, e per circa 12 km da est ad ovest. Ha come confini naturali a nord la Val di Sole, ad est la Val di Non, il Lago di Molveno e la Paganella, a sud le Valli Giudicarie, e ad ovest la Valle Rendena con la famosa località di Madonna di Campiglio. L'intero gruppo del Brenta è compreso nel territorio del Parco naturale Adamello Brenta. Si noti tuttavia che la Paganella non è affatto di natura dolomitica bensì effusiva ed è separata fisicamente dal Gruppo del Brenta dalla Valle di Molveno e dall'omonimo lago (e non è compresa entro i confini del Parco naturale).
Le Dolomiti di Brenta si connotano per i suggestivi torrioni di roccia, che all'alba e al tramonto si tingono del caratteristico colore rosa, e per l'imponenza degli scenari naturali. Diverse sono le località turistico-montane che vi si affacciano tra cui Andalo, Campo Carlo Magno, Folgarida, Madonna di Campiglio, Marilleva, Molveno, Pinzolo e Andogno.

## Classificazione

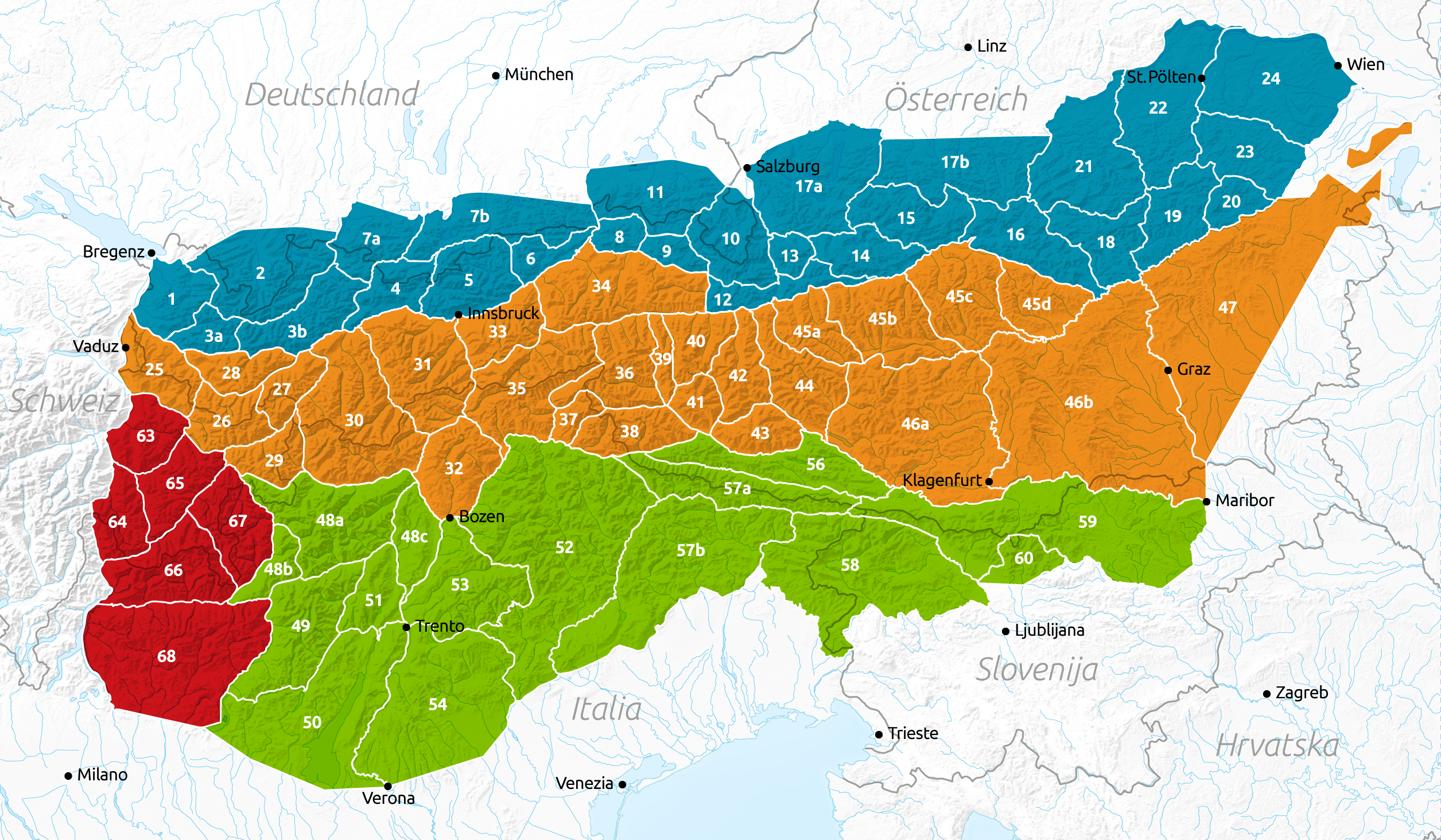
Le Dolomiti di Brenta secondo l'AVE sono individuate dal numero 51

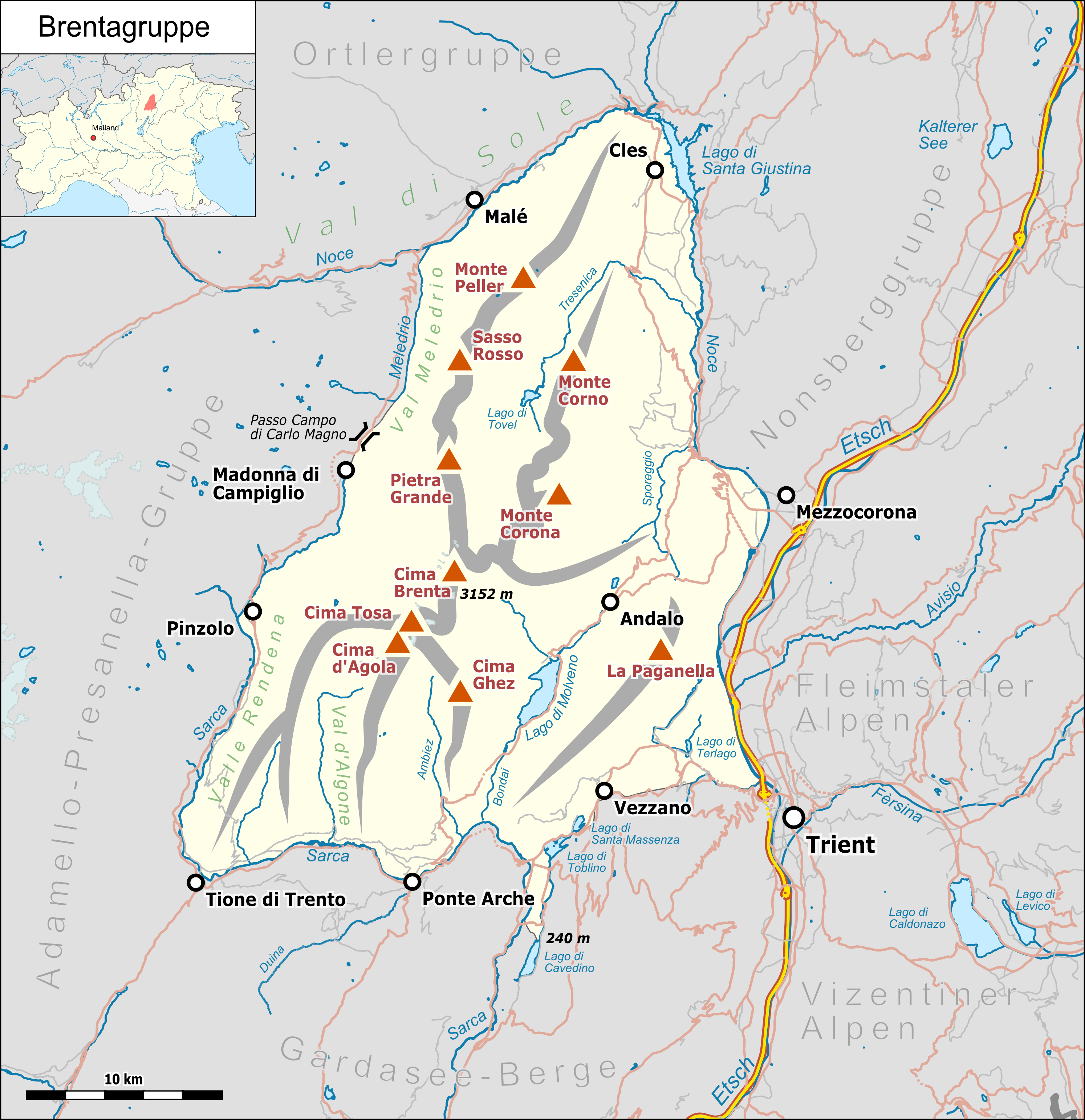
Cartina dettagliata del gruppo montuoso.

Alcune classificazioni delle Dolomiti inseriscono a pieno titolo il Gruppo del Brenta tra le Dolomiti nel senso stretto del termine.
Le classificazioni come la Partizione delle Alpi e la SOIUSA che si basano maggiormente su criteri geografici non inseriscono le Dolomiti di Brenta entro la denominazione Dolomiti ma nelle Alpi Retiche la prima e nelle Alpi Retiche meridionali la seconda. Questo doppio metodo di classificazione resta uno dei nodi più controversi e problematici della classificazione alpina.
La classificazione dell'AVE le definisce come il gruppo n. 51 nelle Alpi Orientali.
Nel dettaglio la classificazione della SOIUSA delle Dolomiti di Brenta è la seguente:
- Grande parte = Alpi Orientali
- Grande settore = Alpi Sud-orientali
- Sezione = Alpi Retiche meridionali
- Sottosezione = Dolomiti di Brenta
- Codice = II/C-28.IV

## Suddivisione del gruppo

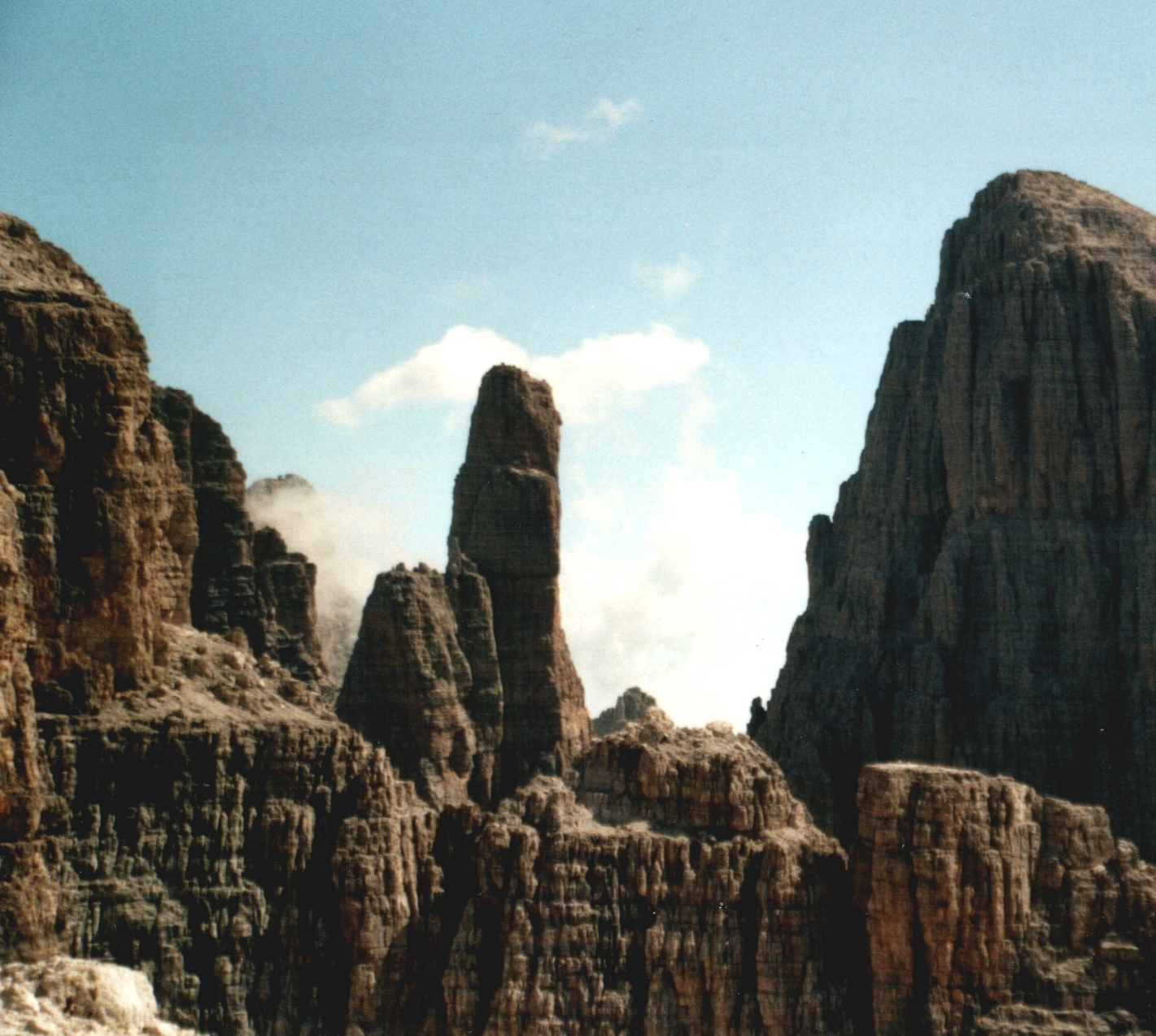
Il Campanile Basso (al centro) e la cima Brenta Alta (a destra)

Il Gruppo è tradizionalmente diviso in tre parti:
1. la parte centrale è notevolmente frequentata con accessi da Molveno e Madonna di Campiglio. Nelle vicinanze vi è la Via delle Bocchette
2. la parte settentrionale ospita una colonia di orsi bruni.
3. la parte meridionale del Gruppo offre accessi interessanti dal punto di vista naturalistico. È frequentata in estate soprattutto nel settore che confina con la parte centrale, molto meno in quello più meridionale.

### Suddivisione della SOIUSA

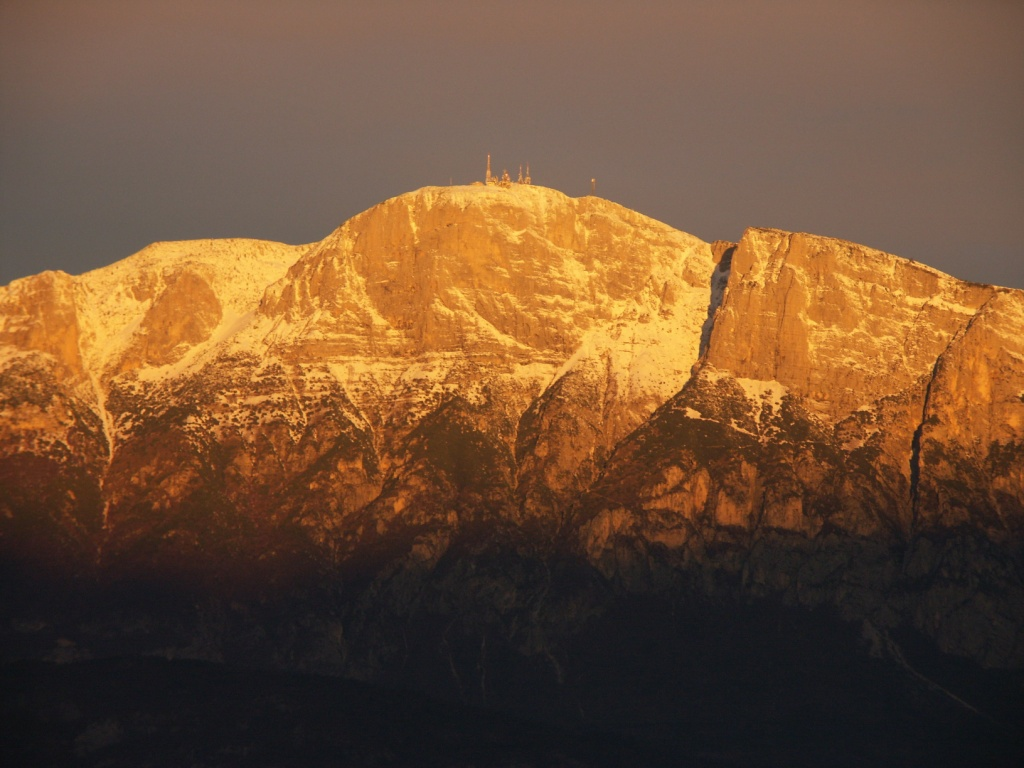
Paganella

La SOIUSA suddivide le Dolomiti di Brenta in un supergruppo alpino, due gruppi e dodici sottogruppi:
- Gruppo di Brenta e della Paganella (A)
  - Gruppo di Brenta in senso stretto (A.1)
    - Massiccio del Grostè (A.1.a)
    - Catena Pietra Grande-Sasso Rosso (A.1.b)
    - Sottogruppo Gaiarda-Altissimo (A.1.c)
    - Sottogruppo della Campa (A.1.d)
    - Gruppo centrale di Brenta (A.1.e)
    - Massiccio della Tosa (A.1.f)
    - Sottogruppo del Monte Daino (A.1.g)
    - Sottogruppo del Ghez (A.1.h)
    - Catena d'Ambiez (A.1.i)
    - Sottogruppo dei Fracingli (A.1.j)
    - Sottogruppo del Vallon (A.1.k)
    - Costiera del Sabbion (A.1.l)

  - Gruppo della Paganella (A.2)

## Montagne

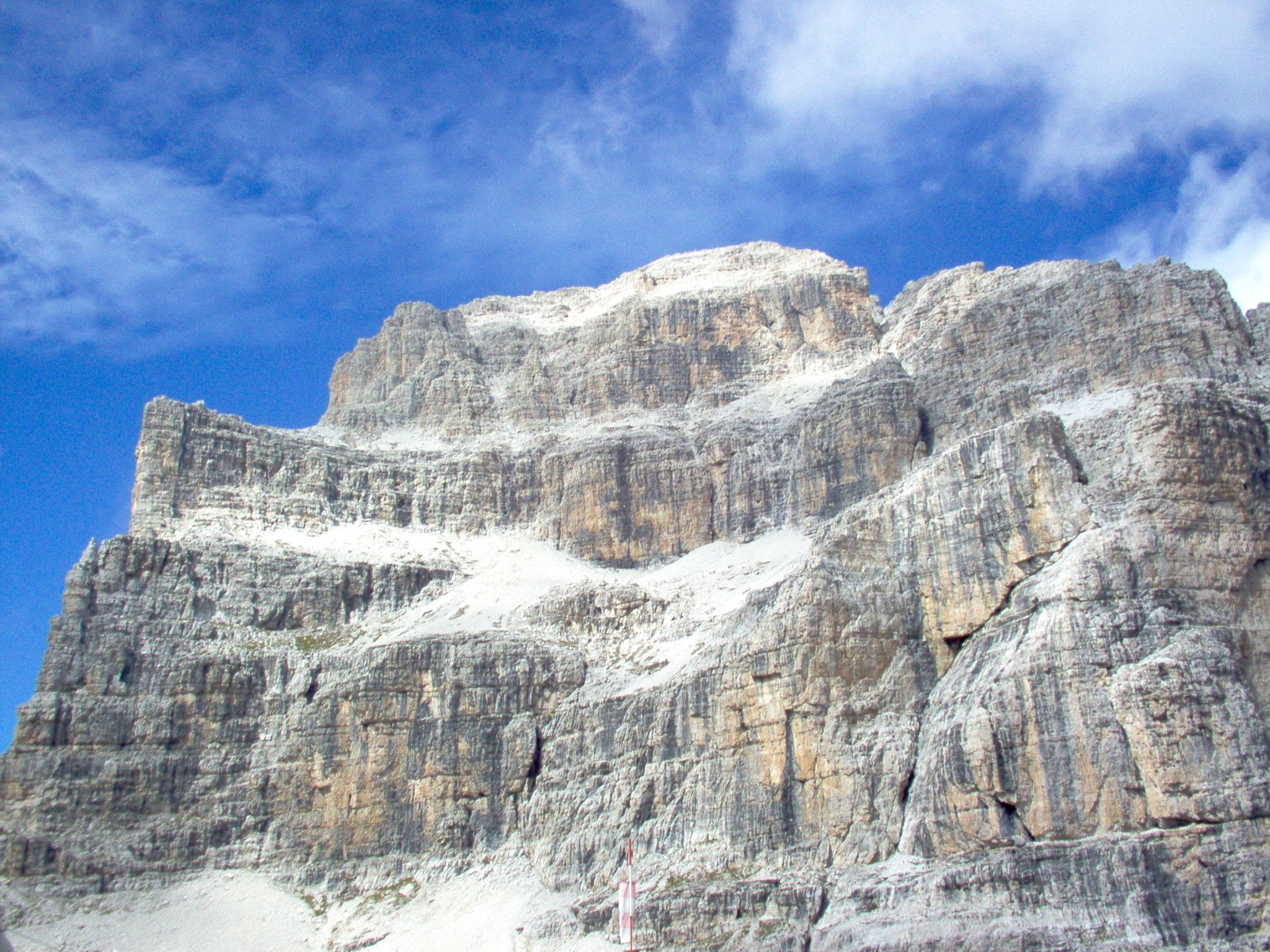
La cima Brenta Alta

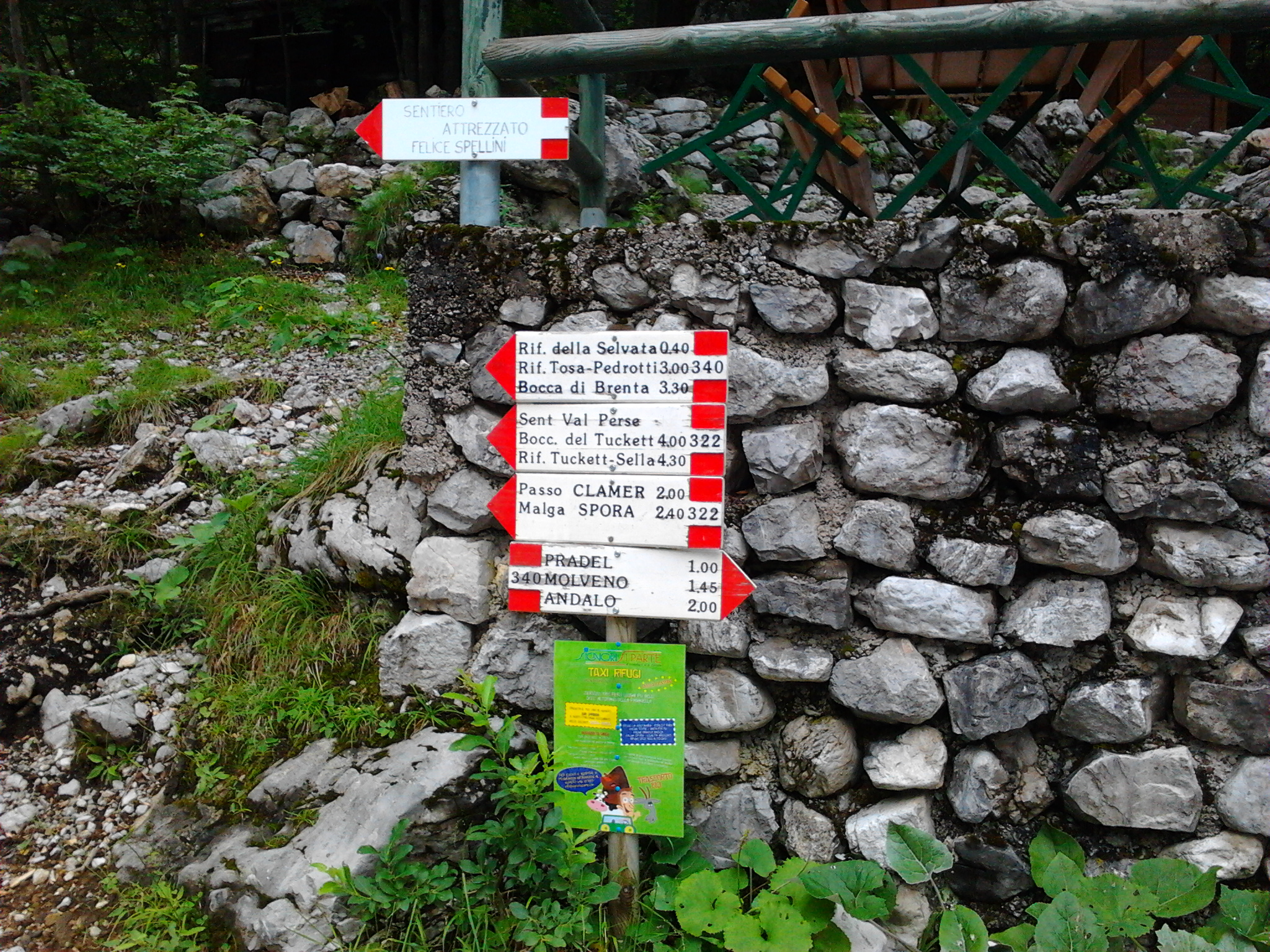
Indicazione per i vari rifugi, presso il rifugio Croz dell'Altissimo

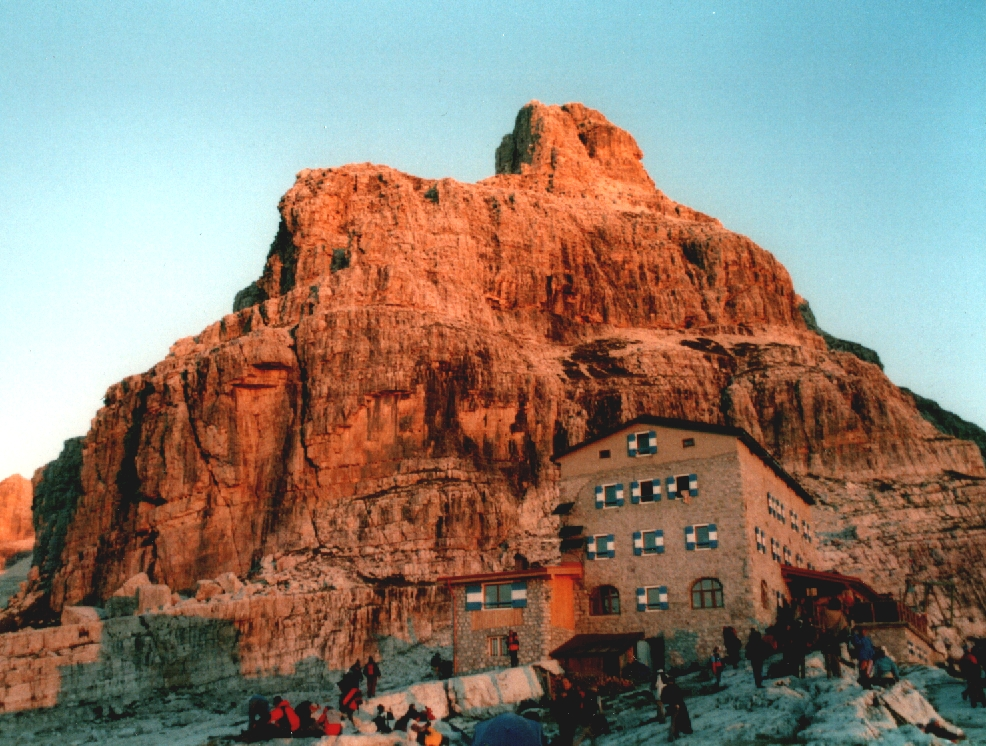
Il Rifugio Pedrotti all'alba

Le montagne principali delle Dolomiti di Brenta sono:
- Cima Brenta - 3.151 m
- Cima Tosa - 3.136 m
- Crozzon di Brenta - 3.122 m
- Cima d'Ambiez - 3.102 m
- Cima Mandron - 3.033 m
- Torre di Brenta - 3.008 m
- Cima Falkner - 2.999 m
- Cima Vallon - 2.968 m
- Brenta Alta - 2.960 m
- Cima d'Agola - 2.959 m
- Campanile Alto - 2.937 m
- Cima Pietra Grande - 2.936 m
- Cima Grostè - 2.901 m
- Campanile Basso - 2.877 m
- Cima di Ghez - 2.715 m
- Castelletti di Vallesinella - 2.700 m
- Monte Daino - 2.695 m
- Sasso Rosso - 2.645 m
- Castello dei Camosci - 2.538 m
- Piz Galin - 2.442 m
- Croz dell'Altissimo - 2.339 m
- Monte Peller - 2.319 m
- Cima Paganella - 2.124 m

## Idrografia

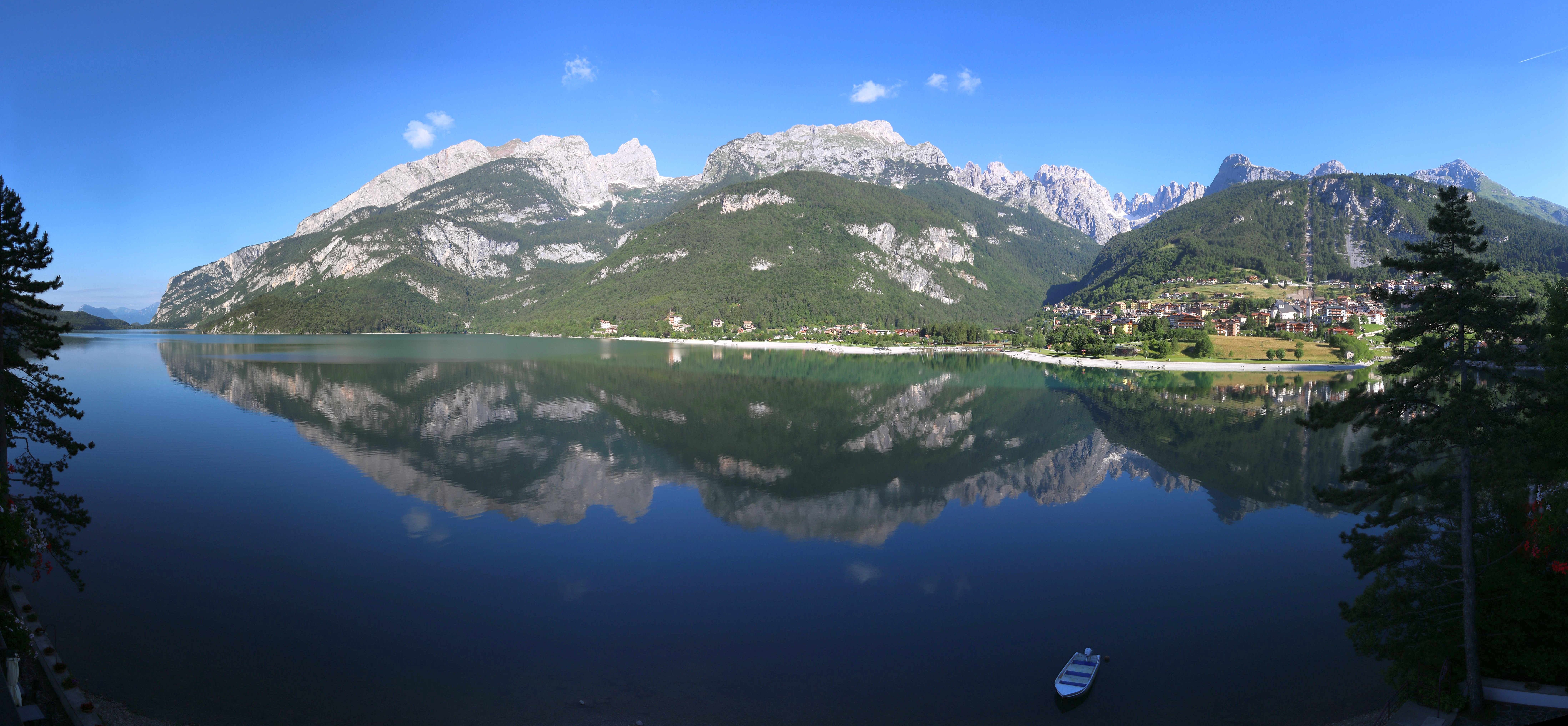
Lago di Molveno

Nel Gruppo si trovano molti laghi alpini, il più esteso dei quali è il lago di Molveno, seguito dal lago di Tovel. Gli altri laghi del Gruppo sono laghetti alpini di modeste dimensioni: il lago di Valagola in Val d'Agola, il lago Durigat nelle vicinanze del Rifugio Peller, il Lago delle Salare in prossimità del Passo della Nana, e il Lago di Asbelz.

## Principali rifugi alpini
Tutto il gruppo è ben servito da numerosi rifugi alpini. I principali sono:
- Rifugio Peller, 2.020 m
- Rifugio Croz dell'Altissimo, 1.430 m
- Rifugio Selvata, 1.630 m
- Rifugio Stoppani al Grostè, 2.500 m
- Rifugio Graffer al Grostè, 2.261 m
- Rifugio Tuckett, 2.272 m
- Rifugio Brentei, 2.182 m
- Rifugio Angelo Alimonta, 2.580 m
- Rifugio Tommaso Pedrotti, 2.491 m
- Rifugio Silvio Agostini, 2.405 m
- Rifugio Dodici Apostoli, 2.487 m

## Gli accessi al Gruppo

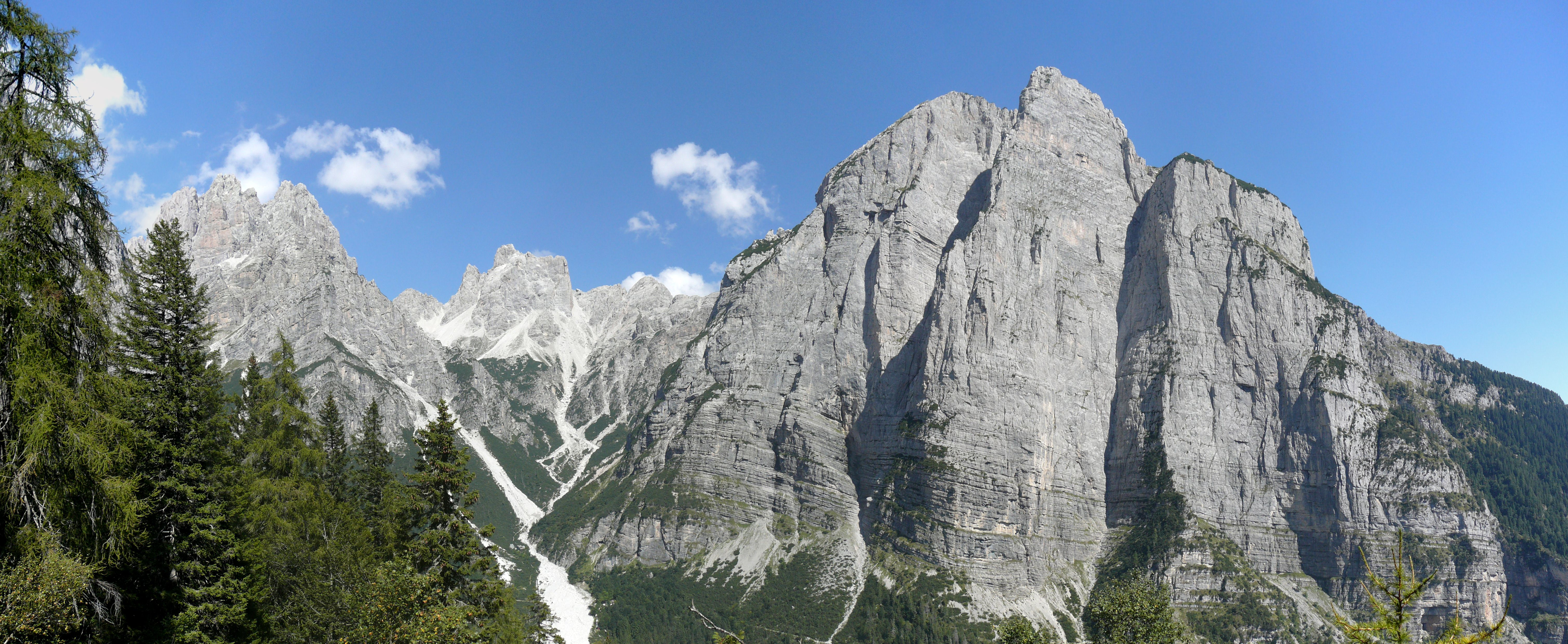
Vista del Croz dell'Altissimo e di altre cime dolomitiche

I principali accessi al gruppo sono quattro:
- dall'Altopiano della Paganella, e in particolare dalla località Pradel nel Comune di Molveno: fornisce un agevole accesso da sud-ovest, in particolare al centralissimo Rifugio Tommaso Pedrotti
- dalle Valli Giudicarie, in particolare dalla Val d'Ambiez (da San Lorenzo in Banale, per raggiungere il Rifugio Silvio Agostini) e dalla Val d'Algone (per accedere al Rifugio Dodici Apostoli).
- dalla Valle Rendena: dalla località Vallesinella di Madonna di Campiglio o con gli impianti di risalita che portano al Passo del Grosté, oppure ancora da S. Antonio di Mavignola per risalire la val d'Agola.
- dalla Val di Non: per la Val di Tovel (cui si può accedere in macchina) o da Cles raggiungendo il rifugio Peller (cima e rifugio più settentrionali della catena).

## Galleria d'immagini

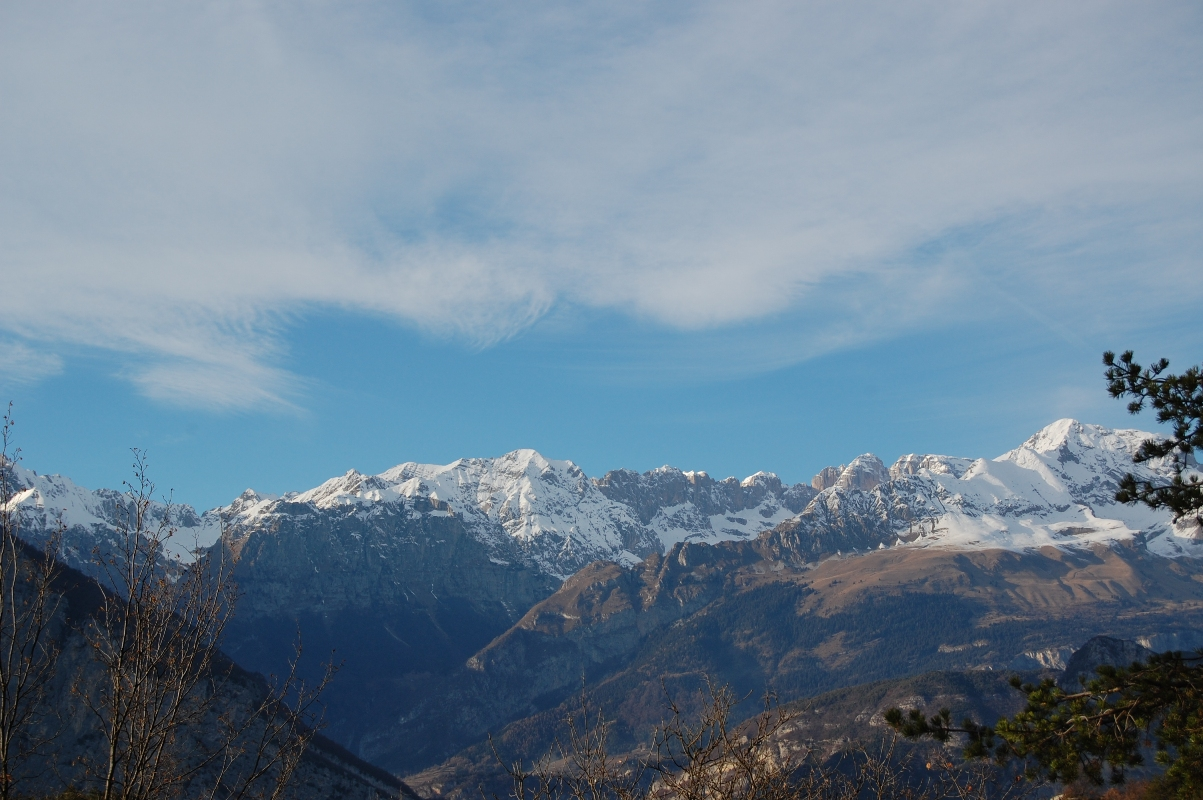
Gruppo di Brenta, immortalato al sorgere del sole, dal Monte GazzaDolomiti di Brenta dalla Valle dei Laghi (Trentino)
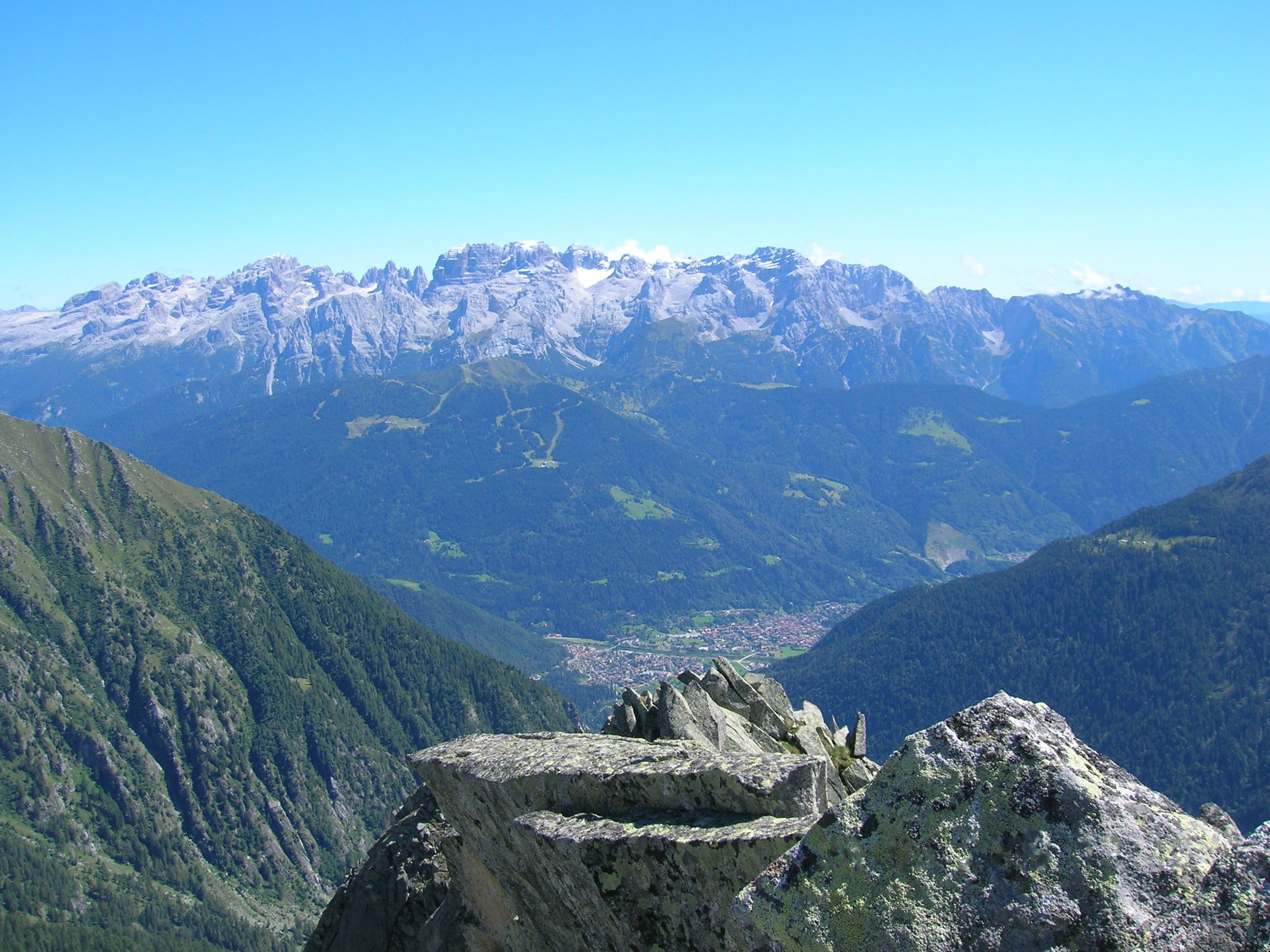
Dolomiti di Brenta da ovest
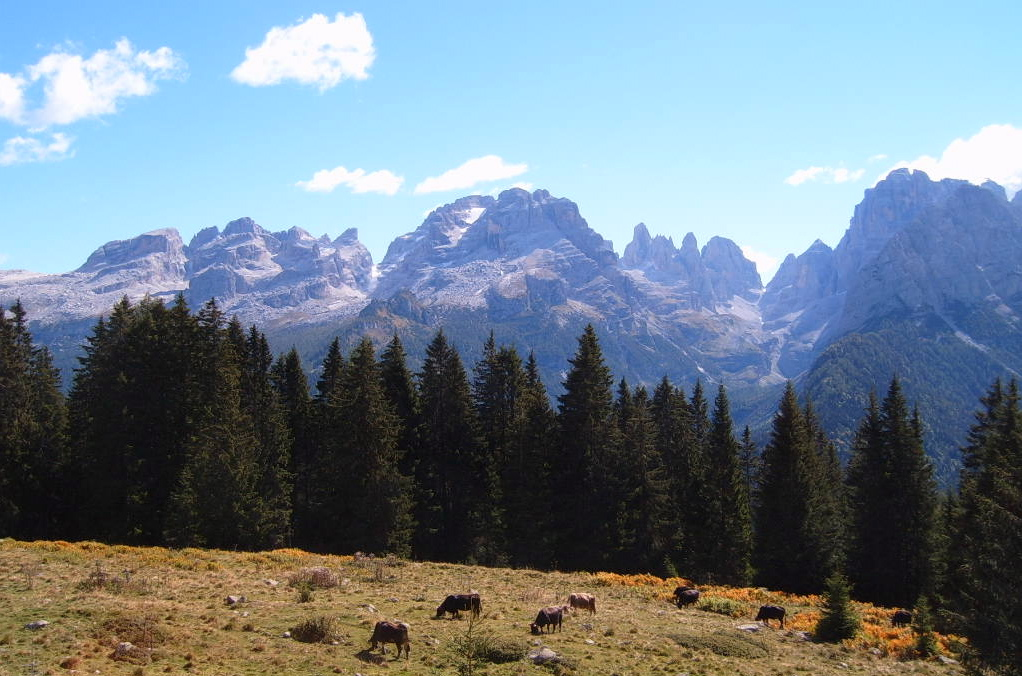
Dolomiti di Brenta da ovest
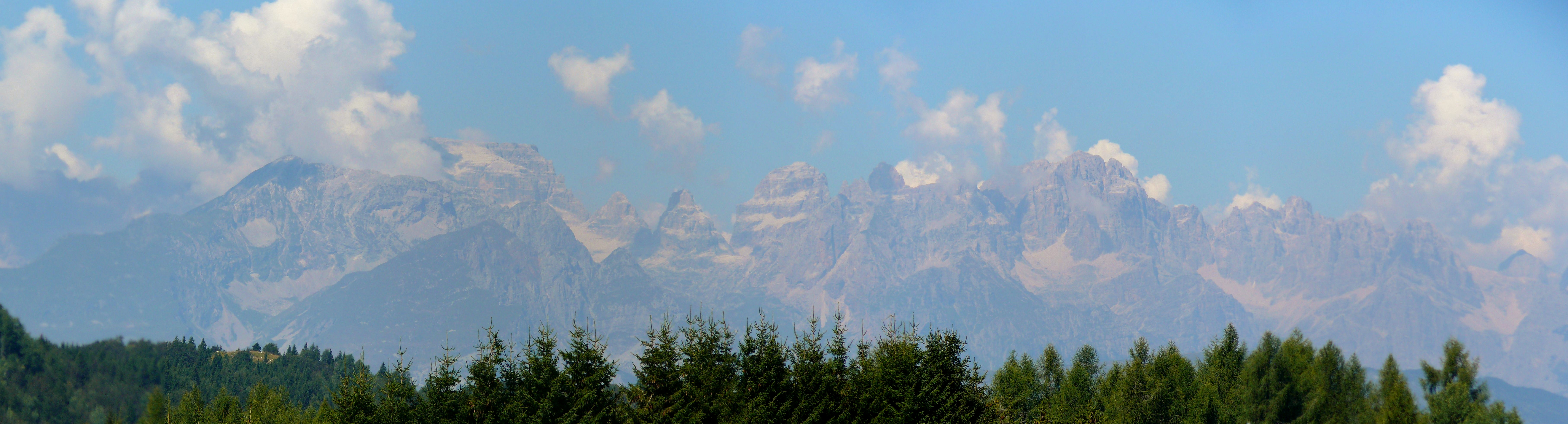
Il gruppo del Brenta dal Monte Bondone
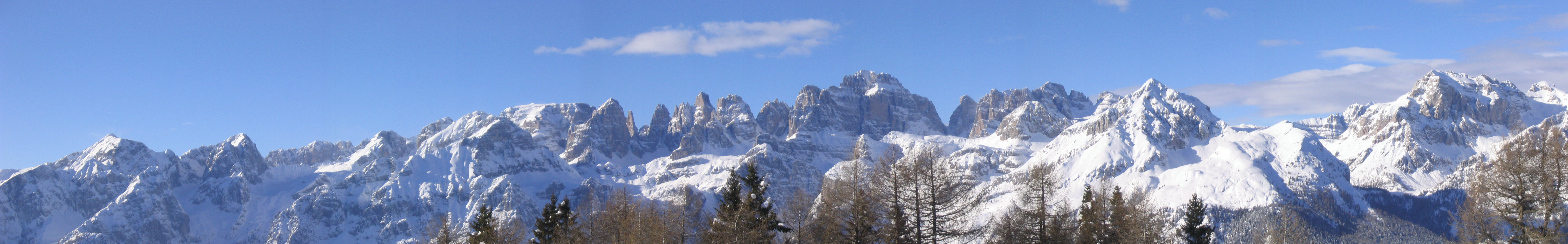
Panoramica invernale sul Gruppo delle Dolomiti di Brenta dalla Paganella